# モテキ
『モテキ』は、久保ミツロウによる日本の漫画。また、それを原作としたテレビドラマと、2011年の日本映画。

## 概要
『イブニング』（講談社）にて、2008年23号から2010年9号まで連載された。単行本は「全4.5巻」。本編は第4巻までで、第4.5巻は番外編と作者へのインタビュー・対談などが収録されたファンブックとなっている。キャッチコピーは『人類、必読。心に刺さる恋物語。』
第1巻には連載以前の『週刊ヤングマガジン』2003年35号に掲載された藤本幸世と林田尚子の中学時代を描いた読み切り漫画「リンダリンダ」が、第3巻には『マガジンSPECIAL』2009年No.09号に掲載された藤本の高校時代を描いた番外編「モテキ in school days」が、第4.5巻には連載終了後の『イブニング』2010年15号 - 16号に掲載された中柴いつかを主人公とした前後編の番外編「モテキ ガールズサイド」がそれぞれ収録された。「リンダリンダ」が「モテキ」の原点になっており、本作は「リンダ リンダ」の事実上の続編となっている。物語の時系列としては「リンダリンダ」→「モテキ in school days」→1巻 ・2巻 ・3巻→「モテキ ガールズサイド」→4巻という流れになる。
作者の久保ミツロウは当初は1巻で完結させるつもりだった。しかし、連載を続けるうちにアイデアがどんどん広がり、最終的に4巻まで続くことになった。人気絶頂中の連載終了だったため、読者のみならず編集部からも続編を打診されたが、久保は描きたいことは全部描ききったという理由で物語に潔く幕を下ろした。
テレビドラマ化された2010年の新語・流行語大賞では作品名“モテキ”が候補語60語にノミネートされた。連載中よりも連載終了後に発行部数を伸ばした、近年では稀有な漫画作品となっている。2011年11月時点で累計発行部数は200万部を突破している。

## あらすじ
三十路間近のモテない草食系男子の派遣社員・藤本幸世は、ある日突然知り合いの女の子から次々と連絡が入り、いわゆる「モテ期」が始まる。これまでモテ期の来なかった藤本は、焦りながらも女の子とコンサートに行ったり水族館に行ったりと、無我夢中でデートやイベントをこなしていくが……。

## 登場人物
藤本幸世（ふじもと ゆきよ）
本作の主人公。29歳（作中で30歳の誕生日を迎える）。派遣社員。九州出身。夢もなく金もなく、今までモテたことがない恋にへタレな草食系男子。人生初の「モテ期」到来に戸惑いながらも異性との交遊を重ねるが、自分に対する自信の無さと恋愛経験値の低さから、あと一歩のところで玉砕しまくる。亜紀や夏樹によるとモテるスペックはあり、高校3年生の時に人生で1度だけ後輩の文子から告白されたこともあるが、外見が好みではなかったため断っている。一応非童貞。都会暮らしが合わないらしく、作中で太ったり痩せたりを繰り返している。
土井亜紀（どい あき）
27歳。派遣社員。藤本の前の派遣先の同僚で、後にオム先生の会社のマネージャーとなる。千葉出身。会社では眼鏡をかけており地味で苦手なタイプと藤本は思っていたが、素顔は美人で社交的な素敵女子。だがその一方で素敵女子なりのコンプレックスも持ち合わせている。毎年夏の野外フェスに参加するほどの音楽好きで、物語より1年前にフジロックに藤本と一緒に行ったことで当時の彼氏に浮気していると誤解され、別れている。その1年後の彼女のメールから藤本の「モテ期」が始まった。「モテ期」が来る前から藤本に好意を抱きアプローチをする。しかし、藤本の優柔不断な性格故に上手くいかず衝突を繰り返すが、紆余曲折の末に藤本と交際を始める。4人のヒロインの中で唯一、藤本と肌を重ねた。その後仕事が忙しく、藤本に何もしてあげられないことに罪悪感を抱き、藤本の帰郷中に別れを一方的に切り出すが、物語のラストで再会する。喫煙者。
中柴いつか（なかしば いつか）
22歳（作中で23歳の誕生日を迎える）。照明助手。神奈川出身。女らしさを感じさせない元気な女の子。藤本とは2年前に飲み会で知り合って以来、音楽や漫画の趣味が合う気の置けない友達の一人で、恋愛遍歴も似通っている。藤本は作中で一緒にいるとすごく楽だと述べている。島田に片想いしており、そのことを引きずっていたが、藤本の後押しがきっかけで立ち直る。それをきっかけに藤本と友達以上恋人未満の関係となるが、藤本と亜紀のキスを目撃してショックを受け、交流が途絶えたまま物語は終了する。その後の顛末は連載終了後の番外編「モテキ ガールズサイド」に描かれている。
小宮山夏樹（こみやま なつき）
藤本より1歳年下のOL。静岡出身。藤本が25歳の時に出会った、人生で一番好きだった女性。美人な上に気さくな性格で「愛されゆるふわ」な雰囲気を持つが、真意の汲み取れないミステリアスな一面を持つ。酒に弱く酔うといろいろなことがどうでもよくなるために様々なトラブルを引き起こしている。それが原因で婚約を解消した経験がある。後に仕事を退職し、腰を痛めて九州に帰省していた藤本と、祖父の葬儀で帰省していた島田の前に現れる。島田を誘惑して寝た後、藤本の実家に泊まり藤本の両親とも打ち解けるが、自分の思ってもいない方向に進む人生が好きだと言って、藤本の前から去る。
林田尚子（はやしだ なおこ）
藤本の中学の同級生。中学時代は素行が悪く、藤本は彼女を「女ヤンキー」と呼んで避けていた。一方で祖母の面倒を見るなど家族思いな一面を持ち、藤本と林田の当時の馴れ初めが連載以前の読み切り漫画「リンダリンダ」で描かれている。その後も波瀾万丈な人生を送ったようだが、今はすっかり丸くなっており、娘の由真と二人で地元で暮らしている。藤本が実家に帰省した際に偶然再会し、その後藤本の相談相手として様々な助言を与える。原作者の久保ミツロウは林田はあくまでゲストキャラだと述べている。
島田雄一
藤本の中学・高校の同級生。会社員。藤本とは親友同士であり、上京してからも藤本とは度々遊んでいる。中学・高校時代は坊主頭で冴えない風貌をしており、藤本と同じ童貞だったが、大学進学後の桜子との再会を機に、急激に様々な女性と交際するようになる。特にイケメンではないが好漢であるため人に好かれやすく、何人もの女性と浮気をしており、数ヶ月前に結婚した妻のユリエとは実は離婚の危機にある。いつかの初恋の相手。
神崎桜子
藤本の高校の2年先輩。高校では生徒会で書記をしており、無線部だった藤本とは部室が隣同士でよく顔を合わせていた。藤本の初恋の人であり、告白したが振られている。実は隣の部室でいろんな男と関係を持っていたが、藤本は全く気づかなかったことが、番外編「モテキ in school days」に描かれている。後に東京の大学に進学し、同じく東京の大学に進学してきた童貞の島田を誘惑して関係を持った。
文子
27歳。通称「ブル子」。藤本の高校の2年後輩で、藤本に告白した唯一の女性。現在は結婚して子供を授かっており、夫のひろ君と居酒屋を経営している。常連客の尚子とは顔見知り。
小宮山基樹
夏樹の姉。保育士。外見は夏樹と似ても似つかないが、夏樹以上に毒舌家。藤本の初体験の相手である。後にできちゃった結婚をして、実家のあった静岡に移った。
林田由真
10歳。尚子の一人娘。小学生。小悪魔的な性格でクラスの男子にモテているが、全く相手にしていない。なぜか藤本にはよく懐いている。
墨田
40代。通称「墨さん」。バツイチで、藤本とそっくりの顔を持つが、藤本とは対照的に世慣れていてかなりのプレイボーイ。セクハラめいた発言が目立つが、友人や身の回りの相手に対しては面倒見のよい一面も見せ、偶然飲み会で会った藤本や、知人のオム先生のことを何かと気にかけている。いつかの初体験の相手。
小野坂オム
26歳。漫画家。通称「オム先生」。『週刊少年マガジン』で「キャバママは18歳!!」を連載中。藤本の憧れの存在だが、極度に内気で世間離れした性格や気遣いが苦手なこと、そして漫画家という特殊な職業のためか社会人スキルが極度に低い。献身的に世話をする亜紀に対し好意を抱いている。身長156cm。

## サブタイトル
各話のタイトルは実在する楽曲が元ネタとなっている。（）内はアーティスト名。
1. 格好悪いふられ方 （大江千里）
2. ボクラの海はクラゲの海 （ムーンライダーズ『9月の海はクラゲの海』）
3. ランニング・ショット （柴田恭兵）
4. 恋はいつも幻のように （ホフディラン）
5. ザ・ミーハー （森高千里）
6. 深夜高速 （フラワーカンパニーズ）
7. JINGI・愛してもらいます （中山美穂）
8. はっきりもっと勇敢になって （岡村靖幸）
9. 好きなら好きっ! （遠藤久美子）
10. MIND CIRCUS （中谷美紀）
11. パーフェクトスター・パーフェクトスタイル （Perfume）
12. 巡恋歌 （長渕剛）
13. 銀河鉄道の夜 （GOING STEADY）
14. モテたくて… （ギ・おならすいこみ隊）
15. 好きなコはできた （The ピーズ）
16. 笑顔に会いたい （濱田理恵）
17. スイミング （深田恭子）
18. 永遠のパズル （橘いずみ）
19. 自分らしさなんて （TOMOVSKY）
20. Rollin' Rollin' （七尾旅人×やけのはら）
21. ネイティブダンサー （サカナクション）
22. Cutting Edge （ECD）
23. ロックンロールは鳴り止まないっ （神聖かまってちゃん）
24. GET UP AND DANCE （スチャダラパー）
25. 頭の中の傷 （カーネーション）
26. 流星ビバップ （小沢健二）
27. サマーヌード （真心ブラザーズ）
28. 紅茶の恋 （Bivattchee）
29. Trampoline Girl （NUMBER GIRL）
30. STAY GOLD （Hi-STANDARD）
31. 男子畢生危機一髪 （eastern youth）

- 1巻特別収録：リンダリンダ （THE BLUE HEARTS）
- 3巻特別収録：モテキ in school days
- 4.5巻収録：モテキ ガールズサイド〈前・後編〉

## 書誌情報
- 久保ミツロウ 『モテキ』 講談社〈イブニングKC〉、全5巻
  - 1巻：2009年3月23日発売[4]、ISBN 978-4-06-352259-4
  - 2巻：2009年8月21日発売[5]、ISBN 978-4-06-352278-5
  - 3巻：2010年1月22日発売[6]、ISBN 978-4-06-352296-9
  - 4巻：2010年5月21日発売[7]、ISBN 978-4-06-352319-5
  - 4.5巻：2010年9月7日発売[8]、ISBN 978-4-06-352327-0
- 久保ミツロウ 『新装版 モテキ』 講談社〈KCデラックス イブニング〉、全3巻
  1. 2017年11月21日発売、ISBN 978-4-06-510775-1
  2. 2017年11月21日発売、ISBN 978-4-06-510784-3
  3. 2017年11月21日発売、ISBN 978-4-06-510785-0

## ムービーコミック
2011年7月1日より全33話で毎週金曜日に「BeeTV」内の「Beeマンガ」にて配信された。
キャスト
藤本幸世 - 浅沼晋太郎
土井亜紀 - 喜多村英梨
中柴いつか - 藤村歩
小宮山夏樹 - 本名陽子
林田尚子 - 沢城みゆき
小宮山基樹 - 早水リサ
島田雄一 - 檜山修之
墨田 - 鶴岡聡
小野坂オム - 羽多野渉
主題歌
the pillows「Good Bye Present」

## テレビドラマ
2010年7月16日から10月1日までテレビ東京の『ドラマ24』枠で放送された。森山未來主演。ドラマ24ではこのドラマが通算20作品目であたるため「ドラマ24 第20弾特別企画」というサブタイトルがついており、同枠ではこのドラマからデータ放送が実施されている。

### キャスト
- 藤本幸世（29歳） - 森山未來
- 肥満時の幸世（25歳） - 森田完
- 中学時代の幸世 - 泉澤祐希
- 土井亜紀（27歳） - 野波麻帆
- 中柴いつか（22歳） - 満島ひかり
- 小宮山夏樹（28歳） - 松本莉緒
- 林田尚子（29歳） - 菊地凛子
- 中学時代の林田尚子 - 志保
- 島田雄一（29歳） - 新井浩文
- 墨田（42歳） - リリー・フランキー
- 島田ユリエ（28歳） - 堀まゆみ
- 小野坂オム（32歳） - 浜野謙太
- 小宮山基樹（30歳） - 信川清順
- 林田由真（4歳） - 信太真妃
- 幸世の父 - でんでん
- 幸世の母 - 戸村美智子
- 文子 - 小林きな子
- 神崎桜子 - 篠原友希子
- 江口寿史 - 本人（特別出演）

### スタッフ
- 脚本・演出 - 大根仁
- チーフプロデューサー - 岡部紳二（テレビ東京）
- プロデューサー - 阿部真士（テレビ東京）、市山竜次
- 制作担当：高瀬大樹
- 音楽 - 岩崎太整
- 編集・タイトルバック演出 - 石田雄介
- 制作 - テレビ東京、オフィスクレッシェンド
- 製作著作 - 「モテキ」製作委員会

### 主題歌
オープニング曲「夜明けのBEAT」
作詞・曲：志村正彦／編曲・歌：フジファブリック
エンディング曲「J-POP」
作詞：上里洋志／作曲・編曲・歌：Half-Life

### サブタイトル（ドラマ）
| 各話   | 放送日        | サブタイトル                      | 視聴率 |
| ------ | ------------- | --------------------------------- | ------ |
| 第1話  | 2010年7月16日 | 格好悪いふられ方                  | 2.8%   |
| 第2話  | 2010年7月23日 | 深夜高速〜上に乗るか 下に寝るか〜 | 2.7%   |
| 第3話  | 2010年7月30日 | 恋はいつも幻のように              | 3.1%   |
| 第4話  | 2010年8月6日  | はっきりもっと勇敢になって        | 2.8%   |
| 第5話  | 2010年8月13日 | リンダ リンダ                     | 2.6%   |
| 第6話  | 2010年8月20日 | ロックンロールは鳴り止まないっ    | 3.8%   |
| 第7話  | 2010年8月27日 | スイミング                        |        |
| 第8話  | 2010年9月3日  | 永遠のパズル                      |        |
| 第9話  | 2010年9月10日 | NUM-AMI-DABUTZ                    | 3.8%   |
| 第10話 | 2010年9月17日 | 悪い習慣                          |        |
| 第11話 | 2010年9月24日 | サマーヌード                      |        |
| 第12話 | 2010年10月1日 | 男子畢生（ひっせい）危機一髪      | 3.6%   |

### モテ曲
ドラマの各話で使用された曲を「モテ曲」と呼んでいる。各話タイトルに引用されたものは太字。
| 第1話  | - 「格好悪いふられ方」大江千里（1991年） - 「Change My Mind」TOKYO No.1 SOUL SET（2004年） - 「サマージャム'95」スチャダラパー（1995年） - 「BGM」スーパーカー（2003年） - 「強い気持ち・強い愛」小沢健二（1995年） |
| 第2話  | - 「シャングリラ」チャットモンチー（2006年） - 「RUNNING SHOT」柴田恭兵（1986年） - 「Forever Friends」REMEDIOS（1993年） - 「深夜高速 (2009)」フラワーカンパニーズ（2009年） - モテ漫画 - 「デメキング」いましろたかし（1991年） - 「ザ・ワールド・イズ・マイン」新井英樹（1997年） - 「BE-BOP-HIGHSCHOOL」きうちかずひろ（1983年） - モテドラマ - 「打ち上げ花火、下から見るか? 横から見るか?」脚本・監督 岩井俊二（1993年） |
| 第3話  | - 「ズルい女」シャ乱Q（1995年） - 「恋はいつも幻のように」ホフディラン（1997年） - 「カプチーノ」ともさかりえ（1999年） - 「ザ・ミーハー（スペシャル・ミーハー・ミックス）」森高千里（1998年） - 「優しい雨」小泉今日子（1993年） - 「Baby Crusing Love」Perfume（2008年） |
| 第4話  | - 「Rollin' Rollin'」七尾旅人×やけのはら（2009年） - 「いかれたBaby」フィッシュマンズ（1993年） - 「ドロップ」THEE MICHELLE GUN ELEPHANT（2000年） - 「はっきりもっと勇敢になって」岡村靖幸（2007年） |
| 第5話  | - 「時をかける少女」原田知世（1983年） - 「あなたを・もっと・知りたくて」薬師丸ひろ子（1985年） - 「リンダ・リンダ」THE BLUE HEARTS（1987年） - 「どぉなっちゃってんだよ」岡村靖幸（1990年） - 「JINGI・愛してもらいます」中山美穂（1986年） - 「真夜中のダンディー」桑田佳祐（1993年） - 「チャンス到来」BARBEE BOYS（1985年） - 「リンダ リンダ」THE COLLECTORS（2010年）                                                    |
| 第6話  | - 「Happy Birthday」電気グルーヴ（1993年） - 「ポリリズム」Perfume（2007年） - 「純恋歌」湘南乃風（2006年） - 「サザエさん一家」宇野ゆう子（1992年） - 「ロックンロールは鳴り止まないっ」神聖かまってちゃん（2010年） |
| 第7話  | - 「MIND CIRCUS」中谷美紀（1996年） - 「スイミング」深田恭子（2001年） - 「好きなら好きっ!」遠藤久美子（1998年） |
| 第8話  | - 「永遠のパズル」橘いずみ（1994年） |
| 第9話  | - 「NUM-AMI-DABUTZ」ナンバーガール（2002年） - 「ばらの花」くるり（2001年） - 「インナーワールド」サカナクション（2007年） |
| 第10話 | - 「201号」CHAGE and ASKA（1995年） - 「悪い習慣」キリンジ（2003年） |
| 第11話 | - 「サマーヌード」真心ブラザーズ（1995年） |
| 第12話 | - 「サマーヌード」真心ブラザーズ（1995年） - 「男子畢生危機一髪」eastern youth（1998年） |

### ネット局
| 放送対象地域   | 放送局                      | 系列                          | 放送曜日・時間                                     | 放映期間                          |
| -------------- | --------------------------- | ----------------------------- | -------------------------------------------------- | --------------------------------- |
| 関東広域圏     | テレビ東京（TX） 【制作局】 | テレビ東京系列                | 金曜 24時12分 - 24時53分                           | 2010年7月16日 - 10月1日           |
| 北海道         | テレビ北海道（TVh）         | テレビ東京系列                | 金曜 24時12分 - 24時53分                           | 2010年7月16日 - 10月1日           |
| 愛知県         | テレビ愛知（TVA）           | テレビ東京系列                | 金曜 24時12分 - 24時53分                           | 2010年7月16日 - 10月1日           |
| 岡山県・香川県 | テレビせとうち（TSC）       | テレビ東京系列                | 金曜 24時12分 - 24時53分                           | 2010年7月16日 - 10月1日           |
| 福岡県         | TVQ九州放送（TVQ）          | テレビ東京系列                | 金曜 24時12分 - 24時53分                           | 2010年7月16日 - 10月1日           |
| 大阪府         | テレビ大阪（TVO）           | テレビ東京系列                | 月曜 24時12分 - 24時53分                           | 2010年7月19日 - 10月4日           |
| 新潟県         | テレビ新潟（TeNY）          | 日本テレビ系列                | 木曜 24時38分 - 25時18分                           | 2010年7月29日 - 10月14日          |
| 奈良県         | 奈良テレビ（TVN）           | JAITS                         | 木曜 25時00分 - 25時35分                           | 2010年7月29日 - 10月14日          |
| 福島県         | 福島中央テレビ（FCT）       | 日本テレビ系列                | 金曜 25時53分 - 26時28分                           | 2010年9月24日 - 12月17日          |
| 青森県         | 青森テレビ（ATV）           | TBS系列                       | 月曜 24時25分 - 25時00分                           | 2010年10月4日 - 12月20日          |
| 長崎県         | 長崎放送（NBC）             | TBS系列                       | 火曜 24時45分 - 25時20分                           | 2010年10月5日 - 12月21日          |
| 山形県         | テレビユー山形（TUY）       | TBS系列                       | 金曜 24時15分 - 24時55分                           | 2010年10月8日 - 12月24日          |
| 岩手県         | IBC岩手放送（IBC）          | TBS系列                       | 金曜 25時00分 - 25時40分                           | 2010年10月22日 - 2011年1月21日    |
| 石川県         | 北陸放送（MRO）             | TBS系列                       | 木曜 25時25分 - 26時05分                           | 2010年10月28日 - 2011年2月10日    |
| 熊本県         | 熊本県民テレビ（KKT）       | 日本テレビ系列                | 土曜 25時00分 - 25時40分                           | 2010年10月30日 - 2011年2月5日     |
| 広島県         | 広島テレビ（HTV）           | 日本テレビ系列                | 金曜 25時03分 - 25時43分                           | 2010年11月12日 - 2011年2月11日    |
| 鳥取県・島根県 | 日本海テレビ（NKT）         | 日本テレビ系列                | 土曜 24時50分 - 25時35分                           | 2010年12月4日 - 2011年3月19日     |
| 富山県         | チューリップテレビ（TUT）   | TBS系列                       | 水曜 24時42分 - 25時22分                           | 2011年1月5日 - 3月30日            |
| 和歌山県       | テレビ和歌山（WTV）         | JAITS                         | 土曜 24時10分 - 24時50分                           | 2011年1月8日 - 3月26日            |
| 宮城県         | 東日本放送（KHB）           | テレビ朝日系列                | 土曜 24時30分 - 25時10分                           | 2011年6月18日 - 9月17日           |
| 全国放送       | BSジャパン                  | テレビ東京系列 BSデジタル放送 | 日曜 23時30分 - 24時05分                           | 2011年7月3日 - 9月18日            |
| 滋賀県         | びわ湖放送（BBC）           | JAITS                         | 火曜 26時50分 - 27時30分                           | 2011年7月5日 - 9月27日            |
| 長野県         | 信越放送（SBC）             | TBS系列                       | 金曜 24時50分 - 25時30分                           | 2011年7月8日 - 9月23日            |
| 秋田県         | 秋田放送（ABS）             | 日本テレビ系列                | 月曜 25時04分 - 25時44分                           | 2011年7月11日 - 9月26日           |
| 岐阜県         | 岐阜放送（GBS）             | JAITS                         | 木曜 4時15分 - 4時55分                             | 2011年7月14日 - 9月29日           |
| 静岡県         | 静岡放送（SBS）             | TBS系列                       | 月 - 木曜 24時55分 - 25時35分                      | 2011年7月18日 - 8月4日            |
| 三重県         | 三重テレビ（MTV）           | JAITS                         | 水曜 27時20分 - 28時00分                           | 2011年7月27日 - 10月12日          |
| 鹿児島県       | 鹿児島放送（KKB）           | テレビ朝日系列                | 土曜 25時30分 - 26時10分                           | 2011年8月6日 - 10月22日           |
| 大分県         | 大分放送（OBS）             | TBS系列                       | 月曜 25時20分 - 26時00分                           | 2011年8月8日 - 10月24日           |
| 愛媛県         | あいテレビ（ITV）           | TBS系列                       | 木曜 25時20分 - 26時00分                           | 2011年8月25日 - 11月10日          |
| 沖縄県         | 琉球放送（RBC）             | TBS系列                       | 月 - 木曜 25時20分 - 26時00分                      | 2012年3月5日 - 3月22日            |
| 全国放送       | 日本映画専門チャンネル      | 専門チャンネル BS/CS放送      | 月 - 木曜 23時00分 - 24時50分                      | 2012年7月2日 - 7月5日 3話連続放送 |
| 全国放送       | 日本映画専門チャンネル      | 専門チャンネル BS/CS放送      | 日曜 14時00分 - 21時00分 日曜 24時25分 - 翌7時00分 | 2012年7月29日全12話一挙放送       |
| 全国放送       | 日本映画専門チャンネル      | 専門チャンネル BS/CS放送      | 日曜 2時25分 - 9時00分                             | 2013年5月19日 全12話一挙放送      |

#### 備考
- TXN系列局と福島中央テレビ・奈良テレビ・テレビ和歌山では映画公開を記念して、2011年7月から10月にかけて再放送を実施した。テレビ愛知・テレビせとうちは本放送同様に『バラエティ7』（テレビ愛知は『バラエティ10〜っと』）枠にて放送された（テレビ愛知は月曜枠に、テレビせとうちは木曜枠に放送。テレビせとうちでは再放送期間中は『くだまき八兵衛X』は休止。テレビ愛知では『ハケンOLは見た!』は金曜12時00分 - 12時55分の遅れネットに変更）[注釈 4]。テレビ東京でも7月13日から通常の『ドラマ24』再放送枠（「ドラマシリーズ」）で放送したが、それに加えて8月26日から9月16日までの毎週金曜日午後にも、3話ずつの再放送を実施した。
- 2011年3月11日に発生した東日本大震災の影響で遅れネットで放送しているTXN系列外局の内、日本海テレビは2011年3月12日に放送予定だった最終回が3月19日に延期された他、チューリップテレビは2011年3月16日は放送休止となった。
- 三重テレビは当初は『嬢王 Virgin』で『ドラマ24』のネットを再開する予定だったが、本作からのネット再開に変更された。

### 受賞
- ギャラクシー賞 2010年9月度月間賞
- ギャラクシー賞 2010年上期入賞
- 第48回ギャラクシー賞入賞
- 第66回ザテレビジョンドラマアカデミー賞 ザテレビジョン特別賞[11][12]
- 東京ドラマアウォード2011 連続ドラマ部門 優秀賞[13]

### DVD・Blu-ray
- モテキ DVD-BOX（2010年11月26日発売、発売元：「モテキ」製作委員会 / 販売元：東宝）
- モテキ Blu-rayBOX（2011年8月19日発売、発売元：「モテキ」製作委員会 / 販売元：東宝）

### コンピレーション・アルバム
- モテキ的音楽のススメ 〜土井亜紀・林田尚子盤〜（ソニー・ミュージックアソシエイテッドレコーズ）
- モテキ的音楽のススメ 〜中柴いつか・小宮山夏樹盤〜（tearbridge records）

| テレビ東京 ドラマ24                  | テレビ東京 ドラマ24                             | テレビ東京 ドラマ24                                  |
| 前番組                               | 番組名                                          | 次番組                                               |
| ------------------------------------ | ----------------------------------------------- | ---------------------------------------------------- |
| トラブルマン （2010.4.9 - 2010.7.9） | 第20弾特別企画 モテキ （2010.7.16 - 2010.10.1） | 嬢王3 〜Special Edition〜 （2010.10.8 - 2010.12.24） |

## 映画
原作の久保ミツロウが映画のために、ドラマ版の1年後を舞台に完全オリジナルストーリーを描き下ろした。主演はドラマ版に引き続き森山未來。演出脚本もドラマ版同様大根仁。『ドラマ24』枠のドラマの映画化は『激情版 エリートヤンキー三郎』以来2作目。
全国276スクリーンで公開され、2011年9月24、25日の初日2日間で興収2億4,578万400円、動員17万6,525人（オープニング3日間は、興収3億8,896万8,700円、動員28万4,159人）を記録し、映画観客動員ランキング（興行通信社調べ）初登場第2位、興行収入では1位の記録となった。公開第7週目には累計興収20億円を突破した。最終興収は22.2億円。
劇中で在日ファンク、TOKYO No.1 SOUL SET、ナキミソ、N'夙川BOYS、女王蜂などの演奏シーンが披露され、スチャダラパー、MIKIKO、ピエール瀧、Perfume、バナナマン、吉田豪、杉作J太郎、掟ポルシェなども本人役でカメオ出演している。
映画公開に先駆けて、2011年6月27日から放送されたパルコ・グランバザール（期間は7月1日 - 7月18日）のCMが本作とコラボレーションし、主要な出演者の森山未來、長澤まさみ、麻生久美子、仲里依紗、真木よう子が出演した。

### あらすじ（映画）
藤本幸世、31歳。1年前にやってきた“モテキ”の後も実家で暮らしていたが再び上京し、墨田が興したニュースサイト・ナタリーの面接を受けて正社員として採用された。ライターの仕事を覚えながら生き甲斐を感じて働いていた頃、ツイッターを通じてEYESCREAM誌の編集者である松尾みゆきと知り合い、意気投合する。彼女に付き合っている相手がいると知りながらもデートを重ねるが、同棲までしている事から積極的になれなかった。そんな時期に、みゆきの友人である枡元るみ子に告白をされて一夜をともにする。一度はるみ子を好きになろうと思う幸世だがみゆきへの思いを断つこともできず、るみ子を振ってしまう。その後取材でみゆきの彼氏である山下ダイスケに会って、彼が他の女性と結婚している事を知る。幸世は感情を高ぶらせてみゆきの元へ駆けつけ、気持ちを伝えるが拒絶されてしまう。ダイスケが主催するフェスの当日、ダイスケは離婚することをみゆきに伝えるがみゆきは気が浮かず、取材に来ていた幸世を見つけると逃げ出してしまう。幸世は彼女を追いかけて、そしてキスを迫る。

### キャスト（映画）
- 藤本幸世（31歳）：森山未來
- 松尾みゆき（26歳）：長澤まさみ
- 枡元るみ子（33歳）：麻生久美子
- 愛（25歳）：仲里依紗
- 唐木素子（33歳）：真木よう子
- 墨田卓也（43歳）：リリー・フランキー
- 山下ダイスケ（31歳）：金子ノブアキ
- 島田雄一（31歳）：新井浩文
- 彩海：山田真歩
- 三浦：伊達暁
- 愛の母：りりィ
- 千華：内田慈
- カオリン：東加奈子
- 出入り業者：傳田うに
- ミキちゃん：上田遥
- 小宮山基樹：信川清順
- 吉野家の店員：赤堀雅秋
- フェスカップル：丸尾丸一郎、祖父江唯

### スタッフ（映画）
- 監督・脚本：大根仁
- Perfumeミュージカルシーン監督・タイトルバック：石田雄介
- 音楽：岩崎太整
- 主題歌
  - オープニングテーマ：フジファブリック「夜明けのBEAT」（ソニー・ミュージックアソシエイテッドレコーズ）
  - メインテーマ：女王蜂「デスコ」（ソニー・ミュージックアソシエイテッドレコーズ）
- 撮影：宮本亘、高田陽幸（Bカメラ）、大根仁（Cカメラ）
- 照明：冨川英伸
- 録音：下元徹
- 美術：佐々木尚
- 編集：石田雄介
- スタイリスト：伊賀大介
- 音楽スーパーバイザー：北原京子
- 整音：加藤大和
- 音響効果：大河原将
- キャスティング：おおずさわこ
- エンドロール：easeback
- 記録：中田秀子
- 助監督：神徳幸治
- 制作担当：田口生己
- ラインプロデューサー：杉原奈実
- OPコレオグラファー：川崎悦子
- Perfumeミュージカルシーンコレオグラファー：MIKIKO
- エンドロール : easeback( 森論 / 中島賢二）
- 技術協力：アップサイド、サウンドライズ、ヴァンシャープ
- 照明協力：APEX II
- 美術協力：ヌーヴェルヴァーグ、アートインプレッション、俳優座劇場、サンズデコール、日本活動装置、NVC、高浜塗装、和泉園
- 現像：IMAGICA
- スタジオ：日活撮影所
- 製作者：井澤昌平、市川南
- 共同製作者：寺田篤、吉岡富夫、北川直樹、長坂信人、山崎浩一、喜多埜裕明、為森隆、小谷勝
- エグゼクティブプロデューサー：中尾哲郎、塚田泰浩、山内章弘
- 企画・総合プロデューサー：川村元気
- プロデューサー：鈴木一巳、岡部紳二、露木友規枝、市山竜次
- 製作：映画「モテキ」製作委員会（テレビ東京、東宝、電通、ソニー・ミュージックエンタテインメント、オフィスクレッシェンド、パルコ、Yahoo! JAPAN、テレビ大阪、テレビ愛知）
- 製作プロダクション：東宝映像企画部、オフィスクレッシェンド
- 配給：東宝

### モテ曲（映画）
- 「J-POP」Half-Life
- 「マルマルファンク（映画『モテキ』Live ver.）」在日ファンク
- 「格好悪いふられ方」大江千里
- 「SELF CONTROL」TM NETWORK
- 「安めぐみのテーマ」ジョニー大蔵大臣（水中、それは苦しい）
- 「いかれたBaby」フィッシュマンズ
- 「Baby Crusing Love」Perfume
- 「走れ!」ももいろクローバー
- 「Lifetime Respect」三木道三
- 「ワック♪ワック♪B-hack」B-hack
- 「粉雪」レミオロメン
- 「カムフラージュ」竹内まりや
- 「あの娘ぼくがロングシュート決めたらどんな顔するだろう」岡村靖幸
- 「悦びに咲く花」ACO
- 「失格」橘いずみ
- 「愛のバクダン」「ultra soul」「衝動」B'z
- 「Love Forever」加藤ミリヤ×清水翔太
- 「LOVER SOUL」JUDY AND MARY
- 「友達じゃがまんできない（作詞・作曲 前野健太）」performed by ナキミソ
- 「ばらばら」星野源
- 「カルアミルク」岡村靖幸
- 「long time」rei harakami
- 「東京」くるり
- 「ヤード」TOKYO No.1 SOUL SET
- 「物語はちと?不安定」N'夙川BOYS
- 「今夜はブギー・バック (smooth rap)」スチャダラパー featuring 小沢健二

### エピソード
- 原作者の久保ミツロウが描いた映画版のネームでは、ドラマ後の亜紀は結局藤本とは別れ、墨田の結婚式で藤本と再会した時には結婚・妊娠して姓も吉野に変わっており、その後「亜紀とキスを交わし未練を見せる」という藤本が妄想する場面があった。また、いつかとも墨田の結婚式で再会するが、いつかの藤本に対する未練は完全に消えており、他に好きな男が出来てその男と交際していることを打ち明け、それに対して藤本がわずかに未練を見せるという場面もあった。しかし、台本打ち合わせの最終段階で「映画はドラマの続編だが、独立した作品にしたい」という理由で亜紀といつかが物語に登場する設定そのものが破棄された（夏樹と林田も同様の理由で登場しない）。当然、これらのシーンは撮影されず、幻のシーンとなった[17]。ちなみに墨田の結婚相手はドラマの6話に登場したラーメン屋のブス店員（滝沢恵）にする予定だったが細かすぎて分からないだろうということで無しになった。

- 映画をよく観るという志村けんは、本作のPerfumeのダンスシーンを観てPerfumeのファンになったという。

### 受賞歴（映画）
- 第85回キネマ旬報 日本映画ベスト・テン7位
- 第33回ヨコハマ映画祭 日本映画ベストテン7位
- 映画芸術 2011年日本映画ベストテン7位
- 第66回毎日映画コンクール 男優主演賞 - 森山未來[18]
- 第16回日本インターネット映画大賞 主演男優賞 - 森山未來
- 第54回ブルーリボン賞 助演女優賞 - 長澤まさみ
- 第35回日本アカデミー賞（2012年発表）[19]
  - 優秀主演女優賞 - 長澤まさみ
  - 優秀助演女優賞 - 麻生久美子
  - 優秀音楽賞 - 岩崎太整
  - 優秀編集賞 - 石田雄介
  - 話題賞・作品部門[20]
- 第21回日本映画プロフェッショナル大賞
  - 新人監督賞 - 大根仁

### コンピレーション・アルバム（映画）
- モテキ的音楽のススメ 映画盤（ソニー・ミュージックアソシエイテッドレコーズ）
- モテキ的音楽のススメ MTK PART MIX盤（ソニー・ミュージックアソシエイテッドレコーズ）
- モテキ的音楽のススメ Cover for MTK Lovers盤（ソニー・ミュージックアソシエイテッドレコーズ）